# Condado de Logan (Oklahoma)
El condado de Logan (en inglés: Logan County), fundado en 1891, es un condado del estado estadounidense de Oklahoma. En el año 2000 tenía una población de 33.924 habitantes con una densidad poblacional de 18 personas por km². La sede del condado es Guthrie.

## Geografía
Según la Oficina del Censo, el condado tiene un área total de 1940 km² (749 mi²), de la cual 1928 km² (744,4 mi²) es tierra y 12 km² (4,6 mi²) es agua.

## Demografía
En fecha censo de 2000, había 33.924 personas, 12.389 hogares, y 8.994 familias que residían en el condado.
En el 2000 la renta per cápita promedia del condado era de $ 36,784 y el ingreso promedio para una familia era de $44,340. El ingreso per cápita para el condado era de $17,872. En 2000 los hombres tenían un ingreso per cápita de $31,345 frente a $22,677 para las mujeres. Alrededor del 12.90% de la población estaba bajo el umbral de pobreza nacional.

## Condados adyacentes
- Condado de Garfield y Condado de Noble (norte)
- Condado de Payne (noreste)
- Condado de Lincoln (este)
- Condado de Oklahoma (sur)
- Condado de Kingfisher (oeste)

## Ciudades y pueblos
- Cedar Valley
- Cimarron City
- Coyle
- Crescent
- Guthrie
- Langston
- Marshall
- Meridian
- Mulhall
- Orlando

## Principales carreteras
- Interestatal 35
- U.S. Highway 77
- Carretera Estatal 33
- Carretera Estatal 51
- Carretera Estatal 74
- Carretera Estatal 105